# Voilà (film)
Pour les articles homonymes, voir Voilà.
Voilà est un court métrage français réalisé par Bruno Podalydès, sorti en 1994.

## Synopsis
Un père emmène son fils nouveau-né en balade à travers champs. Découverte de la nature, soliloque du père tout au long de ce parcours improvisé jusqu'au coucher du soleil...

## Fiche technique
Sauf indication contraire, les informations mentionnées dans cette section peuvent être confirmées par les bases de données cinématographiques IMDb et Allociné,  présentes dans la section « Liens externes ».
- Titre : Voilà
- Réalisation : Bruno Podalydès
- Scénario : Bruno Podalydès
- Musique : Hervé Lavandier
- Photographie : Benoît Rizzoti, Pierre Stoeber, Guillaume Lomprez et Madjid Hakimi
- Montage : Marion Bourret, Marie-France Cuénot et Isabelle Petrich
- Production : Bruno Podalydès, Matthieu Lauriot Prévost, Éric Mistler
- Société de production : Flagrant Délit Productions
- Pays de production :  France
- Langue originale : français
- Format : couleurs
- Genre : court métrage
- Durée : 35 minutes
- Dates de sortie :
  - Italie : 6 septembre 1994 (Mostra de Venise)
  - France : 5 octobre 1994

## Distribution
Sauf indication contraire, les informations mentionnées dans cette section peuvent être confirmées par les bases de données cinématographiques IMDb et Allociné,  présentes dans la section « Liens externes ».
- Denis Podalydès : le père
- Jean Podalydès (crédité sous le nom de Jean Brillot) : le fils
- Marcel Loshouarn : une voix à la radio
- Bruno Podalydès : une voix à la radio
- Pascale Rocard : une voix à la radio